# تعليم ديني

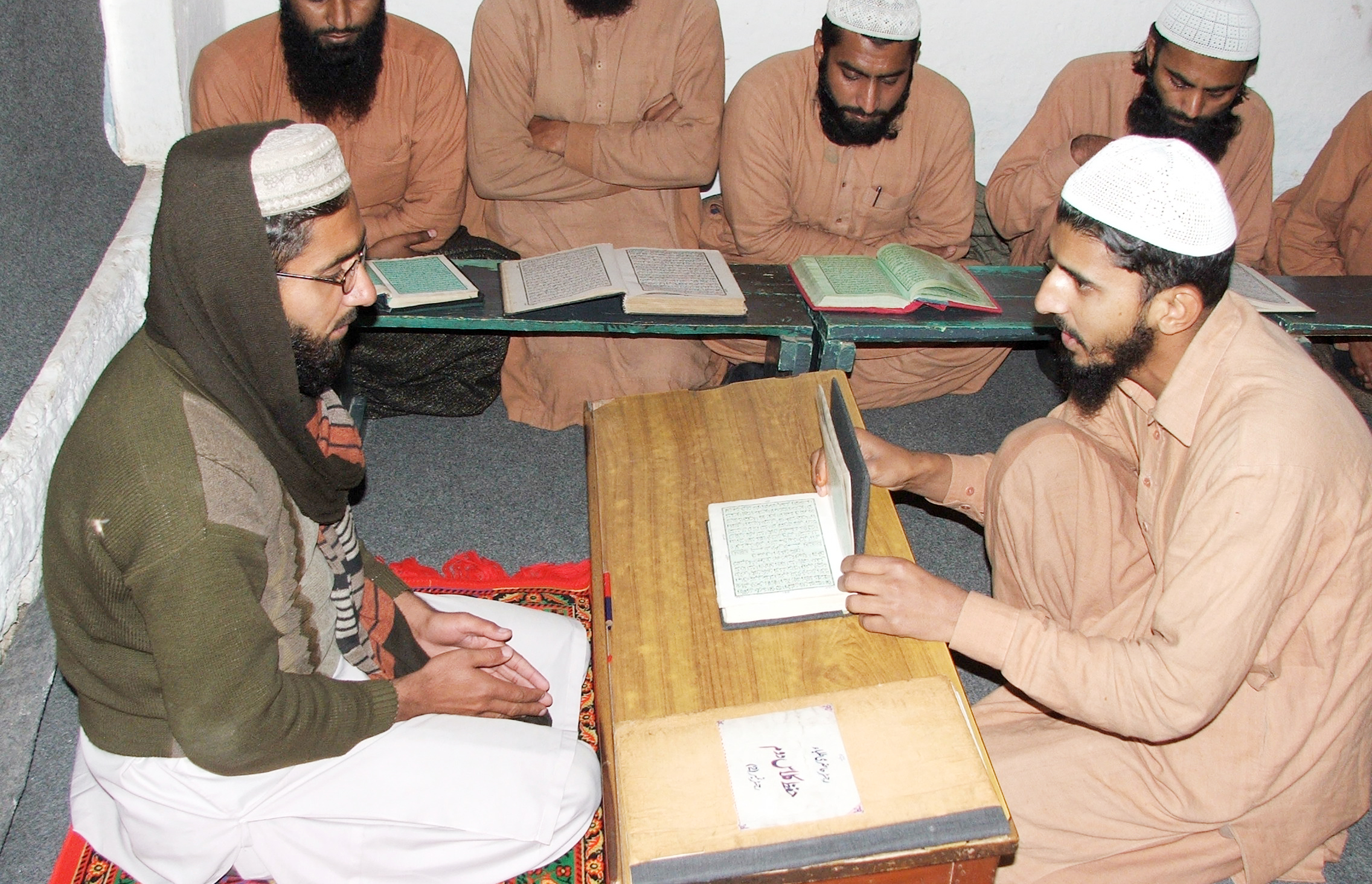
السجناء المدانين يتلقون التعليم القرآني في فيصل آباد بالسجن المركزي،باكستان في عام 2010

يستخدم التعليم الديني في العلمانية على أنه تعليم يختص بدين معين، ويتم خلاله تعلُم المعتقدات والمذاهب والطقوس والعادات والتقاليد.

## المناهج في دول العالم

### إيران
يتم التعليم في المدارس، كما أن هناك أماكن متخصصة في التعليم الديني الإسلامي تسمى بالحوزات.

### السعودية
التعليم الديني في السعودية إلزامي في جميع المراحل في التعليم المدرسي. ويوجد بها جامعة متخصصة في التعاليم الديني الإسلامي وهي جامعة الإمام محمد بن سعود.

### المغرب
ظهرت في المغرب ما تسمى بالمدارس العتيقة ويقصد بها تلك المدارس الدينية التقليدية الأصيلة التي انتشرت في المغرب الأقصى منذ الفتوحات الإسلامية. وهي تمتاز بأصالة التعليم وتلقين العلوم الشرعية وشرح مبادئ العقيدة الربانية. لذلك، تسمى هذه المدارس أيضا بمدارس الدين الإسلامي، أو مدارس التعليم الأصيل، أو مدارس التعليم التقليدي، أو التعليم القديم، أو المدارس الدينية، أو المدارس القرآنية، أو المدارس الشرعية.